# Adrián Dárgelos
Adrián Hugo Rodríguez (Lomas de Zamora, Buenos Aires, 3 de enero de 1969), conocido artísticamente como Adrián Dárgelos, es un cantante, compositor y escritor argentino, líder del grupo musical Babasónicos.

## Biografía

### Comienzos
Adrián Dárgelos nació el 3 de enero de 1969, en Lomas de Zamora,  provincia de Buenos Aires, bajo el nombre de Adrián Rodríguez.
Hasta los cuatro años vivió en Constitución, pero él siempre ha dicho que su lugar de origen es Lanús,[cita requerida] ya que pasó toda su infancia allí. Hizo la primaria en el Instituto Balmoral, de Banfield y cursó el nivel secundario en el colegio Teniente de Marina Luis Piedrabuena de Lanús N.º 8. Su padre tenía un puesto de diarios en el cual Dárgelos ayudaba desde joven.
Tiene una cercana relación con la literatura. Hasta la actualidad es un ávido lector y en la adolescencia se presentó en un concurso de cuentos y fue en esa oportunidad en la que eligió «Dárgelos» como nombre (o apellido) artístico. Dárgelos es un personaje de la novela de 1929 de Jean Cocteau Les Enfants terribles (Los niños terribles).
Se fue a Inglaterra de viaje de estudios para dedicarse a la semiótica y al cine. Cuando regresó a Argentina, habían llegado los años noventa y creía que faltaban nuevas propuestas musicales en el país. Lo primero que hizo fue separarse de todo lo que conocía de los años ochenta y que estaba en la idea de la moda y la tendencia. Después de eso, formó dos bandas: X-Tanz y Rosas del Diluvio, que no llegaron a buen puerto. En estas bandas también estuvieron Diego «Panza» Castellano y Diego «Uma-T» Tuñón, con quienes formaría luego Babasónicos.

### Babasónicos
En 1991 formó Babasónicos junto a su hermano Diego «Uma» Rodríguez, Diego «Panza» Castellano, el por entonces bajista de Los Brujos, Gabriel «Gabo» Manelli, el tecladista Diego «Uma-T» Tuñón y el guitarrista Mariano «Roger» Domínguez. La banda continua tocando hasta la actualidad con diversos cambios de formación y ha editado 13 álbumes de estudio.

### Otros trabajos
Dárgelos también es director de videos musicales, tanto de su banda como de otros artistas. En estos trabajos adoptó el seudónimo de Benito Scorza.
En el año 2019 público su primer libro de poesía Oferta de sombras mediante la editorial Sigilo.En 2024, como secuela del anterior y bajo el mismo sello editorial, Dárgelos público su segundo poemario La voz de Nadie.

## Vida privada
En 2011, Dárgelos fue padre de su primer hijo, Eneas, nacido durante el período de mezcla del álbum A propósito de Babasónicos. 
Tres años más tarde, tuvo su segunda hija, una niña llamada Ava.
En una entrevista con la revista Rolling Stone declaró que la madre de los niños era una politóloga con quien se encontraba en una relación desde hacía 12 años pero no quiso revelar su nombre.
Fue amigo del escritor Rodolfo Fogwill, a quien admira. También admira a Jorge Serrano de los Auténticos Decadentes, al escritor Marcelo Cohen y al músico Daniel Melero.

## Discografía

### Álbumes de estudio con Babasónicos
- 1992: Pasto.
- 1994: Trance Zomba.
- 1995: Dopádromo.
- 1997: Babasónica.
- 1999: Miami.
- 2001: Jessico.
- 2003: Infame.
- 2005: Anoche.
- 2008: Mucho.
- 2011: A propósito.
- 2013: Romantisísmico.
- 2018: Discutible.
- 2022: Trinchera.

### Colaboraciones
- 2000: Yerba mala nunca muere - «Corta vida» - O'Connor.
- 2000: Operación Rebenque - «Bailarín asesino» - Kapanga.
- 2004: Mimosa - «Mimosa» - Emmanuel Horvilleur
- 2004: Ella vendrá - «Ella vendrá» - Palo Pandolfo
- 2005: «Primavera y hielo» - Cuino Scornik
- 2005: «Tu Universo» - Telefunka
- 2006: Caja negra  - «Pronta entrega» - Virus
- 2007: Club Atlético Decadente - «Viaje mental» - Los Auténticos Decadentes.
- 2008: Somos - «Viaje mental» - Los Auténticos Decadentes.
- 2009: All U Need Is Mosh - «Paso fino» - Plastilina Mosh.
- 2010: Festival El Abrazo 2010, Chile - «Llueve sobre la ciudad» - Los Bunkers.
- 2010: Pyramide - «Cumpa (El Mero Mero)» - Dante Spinetta
- 2011: MTV Unplugged/Música de fondo - «Dead» - Zoé.
- 2011: Border Revolver - «El sastre del Diablo» - Nortec Collective Presents: Hiperboreal.

- 2012: Irrompibles - «Siempre igual» - Los Auténticos Decadentes.
- 2012: Hecho en México 25 aniversario en el Palacio de los Deportes - «Luna radiante» - Los Auténticos Decadentes.
- 2012: Quiero caminar - Play&Móvil Project
- 2012: Mujer divina, homenaje a Agustín Lara - «Mujer divina» - Natalia Lafourcade.
- 2013: Magma elemental - «El fantasma» - Onda Vaga
- 2015: Cariño reptil - «La fama» - El Kuelgue
- 2016: «El destino» - Francisca y Lxs Exploradores
- 2016: «Chicos y Fizz (Babasónicos)» - Indios (Teatro Opera, Argentina)
- 2016: «Matemática» - Juan Ingaramo
- 2020: «Dead» - Zoé  (Vive Latino)
- 2020: «Tratame Suavemente» - Soda Stereo (Concierto Gracias Totales, Bogotá)
- 2021: «Switch» - Paco Amoroso

## Filmografía
Dárgelos apareció en las siguientes películas:
- 1996: No seas cruel (inédita).
- 1997: Graciadió.
- 2006: Que sea rock.

### Participaciones
- En el capítulo 5 del unitario televisivo Los Sónicos, hizo un cameo junto a su hermano Diego y Carca.[10]
- Participó en el videoclip de «Delivery de milagros» de Banda de Turistas, junto al actor colombiano Anderson Ballesteros.[11]